# Askar Mamin
Askar Uzakbaiuly Mamin (em cazaque:  Асқар Ұзақбайұлы Мамин; Tselinogrado, 23 de outubro de 1965) é um político e economista cazaque que serviu como primeiro-ministro do Cazaquistão de 2019 a 2022, renunciando em meio aos protestos ocorridos no país em janeiro de 2022. Ele foi vice-primeiro-ministro de 9 de setembro de 2016 a 21 de fevereiro de 2019. Anteriormente, ele foi o presidente do Cazaquistão Temir Zholy, a companhia ferroviária nacional do Cazaquistão. Ele também atua como presidente da Federação de Hóquei no Gelo do Cazaquistão, desde 2008.
É membro do partido político, Amanat, Mamin anteriormente serviu como äkim de Astana de 2006 a 2008, e como Ministro dos Transportes e Comunicação no Gabinete de Daniyal Akhmetov de 2005 a 2006.

## Biografia
Mamin se formou no Instituto de Engenharia Civil de Tselinogrado, Universidade Russa de Economia de Plekhanov, com especialidades em engenharia civil e economia. Ele começou sua carreira como um eretor de confiança "Tselintyazhstroy". Ele atuou como Diretor Geral Adjunto da União de Empresas Inovadoras do Cazaquistão. De 1996 a 2008, atuou como Primeiro vice-prefeito de Astana, Vice-ministro de Transportes e Comunicações do Cazaquistão, Primeiro vice-ministro de Indústria e Comércio do Cazaquistão.

## Vida pessoal
Mamin é casado com Altynai Mamina. O casal tem um filho e uma filha: Daniyar (nascido em 1986) e Dinara (nascido em 1991).